# Pernarowo
Pernarowo (lit. Pernarava) – miasteczko na Litwie, położone w okręgu kowieńskim, w rejonie kiejdańskim. Liczy 232 mieszkańców (2011). 

## Historia
Dawniej wieś, spalona przez Krzyżaków w 1348. Na miejscu lokalnego pogańskiego świętego gaju wzniesiono później świątynię chrześcijańską. W Pernarowie znajduje się zabytkowy drewniany kościół pw. Chrystusa Ukrzyżowanego z 1676. Pernarowo należało niegdyś do Tyszkiewiczów.